# Rumunia na Zimowych Igrzyskach Olimpijskich 1932
Reprezentacja Rumunii na Zimowych Igrzyskach Olimpijskich 1932 w Lake Placid składała się z 4 zawodników, którzy wystartowali w jednej konkurencji – w bobslejach. Mała liczba zawodników była spowodowana wysokimi kosztami podróży za ocean, które wynosiły 25 tysięcy lei na osobę. Wyjazd bobsleistów został sfinansowany przez Ministerstwo Wojny, wszyscy bobsleiści byli wojskowymi. Wszyscy zawodnicy, oprócz rezerwowego, Horii Romana, byli debiutantami na igrzyskach olimpijskich.
Reprezentanci Rumunii nie zdobyli żadnego medalu; najwyższą lokatą było czwarte miejsce w bobslejowych dwójkach.

## Przygotowania
Reprezentanci Rumunii do startów przygotowywali się w Sinai, w południowych Karpatach, w centralnej części Rumunii. Ze względu na niedofinansowanie reprezentacji bobslej na którym trenowano był technicznie przestarzały, aczkolwiek różnice sprzętowe nie były jeszcze tak kluczowe jak cztery lata później w Ga-Pa. Alexandru Papană (pilot zarówno dwójki jak czwórki) miał wówczas powiedzieć.

Ceea ce facem noi la Sinaia nu este bob, ci parodie! Atuul nostru și singura noastră speranță este că suntem aviatori

Co robimy w Sinai to nie bobsleje, ale parodia! Naszym atutem i naszą jedyną nadzieją jest to, że jesteśmy pilotami

## Starty

### Bobsleje
Bobsleje były jedyną dyscypliną, w której zaprezentowali się zawodnicy z Rumunii. W dwójce reprezentacji Rumunii wystąpili dwaj piloci wojskowi. Czwarte miejsce, na 12 startujących ekip, było sukcesem tej reprezentacji, cztery lata wcześniej najwyższą pozycją Rumunów była 7 lokata w piątkach. Rok później reprezentanci tego kraju zdobyli Mistrzostwo Świata, a w 1934 na tej samej imprezie zdobyli złoty i brązowy medal. W czwórce reprezentantom Rumunii powiodło się gorzej, gdyż zajęli szóste miejsce na 7 startujących ekip.
Mężczyźni
- Dumitru Hubert
- Alexandru Ionescu
- Alexandru Papană
- Ulise Petrescu
- Horia Roman – rezerwowy[b][2]

| Skład                            | Zjazd 1. | Msc. 1. | Zjazd 2. | Msc. 2. | Zjazd 3. | Msc. 3. | Zjazd 4. | Msc. 4. | W sumie | Miejsce | Źródło |
| -------------------------------- | -------- | ------- | -------- | ------- | -------- | ------- | -------- | ------- | ------- | ------- | ------ |
| Alexandru Papană, Dumitru Hubert | 2:15.51  | 7       | 2:07.82  | 4       | 2:06.12  | 5       | 2:03.02  | 4       | 8:32.47 | 4       | [ 4 ]  |

| Skład                                                               | Zjazd 1. | Msc. 1. | Zjazd 2. | Msc. 2. | Zjazd 3. | Msc. 3. | Zjazd 4. | Msc. 4. | W sumie | Miejsce | Źródło |
| ------------------------------------------------------------------- | -------- | ------- | -------- | ------- | -------- | ------- | -------- | ------- | ------- | ------- | ------ |
| Alexandru Papană, Alexandru Ionescu, Ulise Petrescu, Dumitru Hubert | 2:09.09  | 6       | 2:14.32  | 7       | 2:02.00  | 5       | 1:58.81  | 4       | 8:24.22 | 6       | [ 5 ]  |